# Ultimate Collection (Shanice-album)
Az Ultimate Collection című válogatásalbum az amerikai R&B énekesnő Shanice gyűjteményes lemeze, mely az első három stúdióalbumból tartalmazza a legnagyobb slágereket. Az album 1999-ben jelent meg, viszont a 4. stúdióalbumról nem kerültek fel rá dalok.

## Megjelenések
CD  Hip-O Records – 314 545 392 2
1. Jesus Loves Me 0:50 Lead Vocals – Shanice
2. Keep Your Inner Child Alive (Interlude) 1:26 Lead Vocals – Shanice, Producer, Arranged By, Keyboards – Narada Michael Walden, Written-By – Narada Michael Walden, Sally Dakota
3. I Love Your Smile 4:19 Keyboards, Programmed By – Louis Biancaniello, Lead Vocals, Vocals [All Vocals], Rap – Shanice Wilson, Producer, Arranged By – Narada Michael Walden, Saxophone [Saxophone Solo] – Branford Marsalis, Written-By – Jarvis Baker, Narada Michael Walden, Shanice Wilson, Sylvester Jackson
4. (Baby Tell Me) Can You Dance 4:49 Lead Vocals – Shanice Wilson, Producer, Written-By – Bryan Loren
5. No 1/2 Steppin' 4:56 Lead Vocals – Shanice Wilson, Producer, Written-By – Bryan Loren
6. Do I Know You 5:41 Lead Vocals – Shanice Wilson, Producer, Written-By – Bryan Loren
7. Just A Game 4:31 Lead Vocals – Shanice Wilson, Producer, Written-By – Bryan Loren
8. The Way You Love Me 4:12 Lead Vocals – Shanice Wilson, Producer, Written-By – Bryan Loren
9. Lovin’ You 3:55 Keyboards – Louis Biancaniello, Lead Vocals – Shanice Wilson, Producer, Arranged By, Drums – Narada Michael Walden, Programmed By – Louis Biancaniello, Narada Michael Walden, Written-By – Minnie Riperton, Richard Rudolph
10. I’m Cryin’ 5:06 Arranged By [String Arrangements] – Jerry Hey, Keyboards – Louis Biancaniello, Lead Vocals – Shanice Wilson, Producer, Arranged By, Drums – Narada Michael Walden, Programmed By – Louis Biancaniello, Narada Michael Walden, Written-By – Narada Michael Walden, Sally Dakota, Shanice Wilson
11. Silent Prayer 5:03 Backing Vocals [Background Vocals] – Johnny Gill, Guitar – Vernon "Ice" Black, Keyboards – Louis Biancaniello, Lead Vocals – Shanice Wilson, Producer, Arranged By, Drums, Synthesizer – Narada Michael Walden, Programmed By – Louis Biancaniello, Narada Michael Walden, Written-By – Jeffrey Cohen, Narada Michael Walden
12. You Were The One 5:21 Arranged By [String Arrangement] – Jerry Hey, Backing Vocals [Background Vocals] – Crystal Wilson, Kitty Beethoven, Nikita Germaine, Sandy Griffith, Shanice Wilson, Bass – Joel Smith, Guitar – Corrado Rustici, Lead Vocals – Shanice Wilson, Producer [Associate Producer], Keyboards – Louis Biancaniello, Producer, Arranged By, Drums – Narada Michael Walden, Programmed By – Louis Biancaniello, Narada Michael Walden, Written-By – Crystal Wilson, D Duncan*, Mookie Anderson*, Shanice Wilson
13. You Didn't Think I'd Come Back This Hard 3:40 Backing Vocals [Background Vocals] – Erik Daniels, Jarvis La Rue Baker*, Mike Mani, Shanice Wilson, Keyboards – Erik Daniels, Mike Mani, Lead Vocals, Vocals, Rap, Keyboards [Keyboard Intro] – Shanice Wilson, Producer, Arranged By, Drums – Narada Michael Walden, Programmed By – Erik Daniels, Mike Mani, Narada Michael Walden, Written-By – Erik Daniels, Jarvis Baker, Mike Mani, Shanice Wilson
14. Somewhere 4:14 Backing Vocals [Background Vocals] – Kiyamma Griffin, Shanice, Co-producer – Crystal Wilson, Shanice, Lead Vocals – Shanice Wilson, Lead Vocals [Additional Lead Vocals] – Kiyamma Griffin, Producer – Christopher Williams, Ike Lee III, Kiyamma Griffin, Written-By – Christopher Williams, Ike Lee III, Kiyamma Griffin, Shanice Wilson
15. I Like 4:49 Backing Vocals [Background Vocals] – Chris Stokes, Shanice Wilson, Featuring [Guest Appearance By] – Smooth, Lead Vocals – Shanice Wilson, Producer – Chris Stokes, Written-By – Alvertis Isbell, Chris Stokes, Shanice Wilson
16. I Wish 5:57 Guitar – Kevin Oierce,  Keyboards – Jimmy Wright, Keyboards, Synthesizer, Drum Programming, Percussion – Lance Alexander, Lead Vocals – Shanice Wilson, Producer – Lance Alexander, Prof T., Vocals [All Vocals] – Shanice, Written-By – Lance Alexander, Tony Tolbert
17. Turn Down the Lights 4:29 Arranged By [Vocal Arrangements By], Written-By – Bo Watson, McArthur, Backing Vocals [Background Vocals] – Kenny "Babyface" Edmonds*, Shanice, Drum Programming, Programmed By [Percussion Programming] – McArthur, Executive-Producer – Kenny "Babyface" Edmonds, Keyboards, Arranged By [Rhythm Arrangements By] – Bo Watson, Lead Vocals – Shanice Wilson, Producer – Bo, McArthur
18. Never Changing Love 4:16 Backing Vocals [Background Vocals] – Crystal Wilson, Kataya "Mookie" ,Anderson*, Shanice, Drum Programming – Mario Luccy, Shanice, Guitar – Josh Sklair, Romeo Bruné, Lead Vocals – Shanice Wilson, Producer – Guy Roche, Synthesizer – Guy Roche, Shanice, Vocals – Shanice, Written-By – Diane Warren